# Phaeoses guppyi
Phaeoses guppyi är en fjärilsart som beskrevs av Bradley 1961. Phaeoses guppyi ingår i släktet Phaeoses och familjen äkta malar. Inga underarter finns listade i Catalogue of Life.